# Diagnoza (psychologia)
Diagnoza (gr. διγνοσισσ – rozpoznanie)  – w psychologii czynność polegającą na opisie pozytywnych i negatywnych właściwości psychicznych oraz psychologicznych mechanizmów funkcjonowania jednostki, wyjaśnianiu problemów w funkcjonowaniu tej jednostki, prognozie skutków zachowań i zjawisk oraz możliwości modyfikowania tego co problematyczne w funkcjonowaniu.
Można wyróżnić diagnozę kliniczną i psychometryczną.

## Typy diagnoz
- klasyfikacyjna – ma na celu przyporządkowanie rozpoznanego stanu rzeczy do danego gatunku lub typu,
- typologiczna – określa stosunek badanego zjawiska do jednego lub kilku typów, mówi o cechach wspólnych z pewnym typem i ich natężeniu. Podaje swoistość danego zjawiska, stanu rzeczy,
- genetyczna
  - kauzalna – szuka wyjaśnienia, uwarunkowania przyczynowego spostrzeganych objawów na podstawie zebranych danych o wcześniejszych fazach owego zjawiska oraz na podstawie wiedzy o ogólnych prawidłowościach przyczynowych zjawisk tej dziedziny, rozkłada złożone zjawisko badane na proste składniki,
  - znaczenia – wyjaśnia znaczenie występujących objawów patologicznych dla danego układu oraz ustala stopień ich szkodliwości, wyjaśnia celowość badanego zjawiska;
- prognostyczna – przewiduje, jak dane zjawisko się rozwinie.

## Błędy diagnostyczne
1. pochodzące z niepostrzegania pewnych istniejących objawów,
2. pochodzące z niezbadania czy istnieją pewne oznaki lub objawy przy ich wywoływaniu,
3. techniczne ze złego funkcjonowania aparatury: tutaj błędy pomiaru;

czyli:
- błędy orzekania – przypisanie jednostce diagnostycznej cechy, której nie posiada – błędne zaliczenia do gatunku albo typu,
- błędy pominięcia – opuszczanie pewnego przypadku

oraz
- błędy techniczne – ze złego działania aparatury używanej do badań – obrazy objawów nie odpowiadają rzeczywistości, gdy osoba nie umie obsługiwać maszyny.